# Figli del Santissimo Redentore

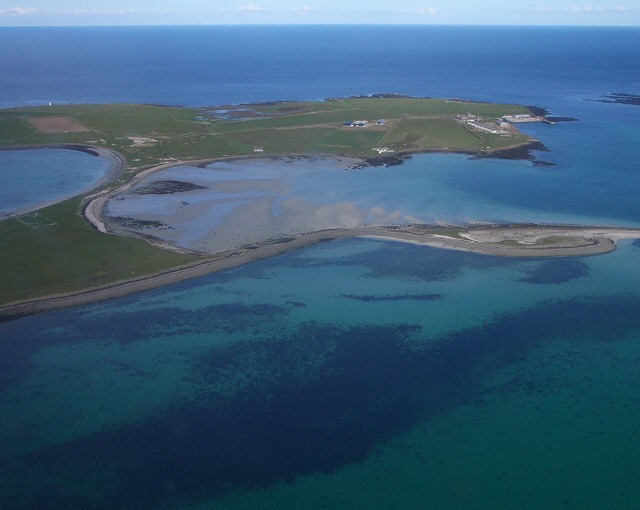
L'isola di Papa Stronsay. Il monastero dei Figli del Santissimo Redentore è visibile in alto a destra.

I Figli del Santissimo Redentore (in latino Filii Sanctissimi Redemptoris), sono una comunità cattolica tradizionalista che faceva parte dei Redentoristi di sant'Alfonso Maria de Liguori e che ne uscì nel 1988 per entrare nella Fraternità Sacerdotale San Pio X. I membri della fraternità pospongono al loro nome la sigla F.SS.R.
Sono una congregazione molto piccola, con due soli monasteri a Papa Stronsay nelle Isole Orcadi in Scozia e uno a Christchurch in Nuova Zelanda.
Dopo la pubblicazione del motu proprio Summorum Pontificum (7 luglio 2007), rotti i loro legami con la FSSPX, hanno iniziato ad entrare in rapporto con la Santa Sede per chiedere la riconciliazione. Così il 18 giugno 2008 fecero richiesta al cardinale Darío Castrillón Hoyos, presidente della Pontificia commissione "Ecclesia Dei", affinché venisse loro tolta la sospensione sacerdotale.
Il successivo 26 giugno papa Benedetto XVI ha accettato facendoli così riconciliare con la Chiesa cattolica, e qualche giorno dopo, il 1º luglio, il loro vicario Michael Mary Sim ha redatto un comunicato ufficiale dove ha annunciato alla sua comunità l'avvenuta riconciliazione con Roma.